# Härlövsdeponin

Härlövsdeponin (även Härlövstippen) är en till ytan 22 hektar stor före detta soptipp vid Härlövs ängar i västra Kristianstad som var i bruk från 1950-talet tills den stängdes år 2002. Härlövsdeponin är belägen mitt över Sveriges största grundvattenreservat.
Under 2000-talet lades ett en meter tjockt lager med tätningsmaterial över deponin för att minska utlakningen av föroreningar och med syfte att föroreningarna skulle vara "inkapslade där för all framtid". Tanken var att alla spår så småningom skulle vara borta.